# Susan Thornton Glassell
Susan Thornton Glassell (2 mars 1835 - 16 novembre 1883) est l'épouse du colonel George Patton puis du colonel George H. Smith, la sœur d' Andrew Glassel et de William T. Glassell. Elle est la grand-mère paternelle du général George S. Patton.

## Origines
Susan Thornton Glassell est née dans le comté d'Orange, en Virginie. Elle est la fille d'Andrew Glassell (1793-1873) et de Susan Thompson Thornton (1804-1836). En 1834, sa famille déménage à Greensboro, en Alabama, où son père se lance dans la plantation de coton.

## Virginie
En 1855, elle épouse George Smith Patton (1833-1864), qui devient colonel dans le 22e régiment d'infanterie de Virginie de l'armée confédérée à Richmond, en Virginie. Ils ont cinq enfants. George S. Patton est mort lors de la 3e bataille de Winchester pendant la guerre civile.

## Los Angeles
Devenue veuve, Susan quitte la Virginie pour la Californiee. vivre avec son frère Andrew Glassell, un éminent avocat de Los Angeles. Susan Glassell ouvre une école pour subvenir aux besoins de sa famille. Son fils George S. Patton II (1856–1927) devient un éminent avocat et épouse un membre de la riche famille de Benjamin Davis Wilson (voir aussi George S. Patton, Jr. ). Sa fille Eleanor Thornton Patton (1857–1937) épouse l'avocat de Los Angeles Thomas Bruen Brown en 1879.
En 1870, Susan épouse en secondes noces le colonel George Hugh Smith. Il était le cousin germain de son premier mari et un avocat exerçant en partenariat avec son frère Andrew Glassell sous le nom de cabinet Glassell, Chapman & Smith.
Deux enfants sont nés de ce mariage, Anne Ophelia Smith (1870–1951) et Ettinge Hugh Smith (1876–1887). Anne Ophelia Smith a épousé Hancock Banning (1865–1925), fils de Phineas Banning en 1890. Anne Banning a créé la National Assistance League  en 1936.
Susan Glassell Smith est enterrée au cimetière d'Inglewood Park à Los Angeles.